# イッブ
イッブ (アラビア語: إب、ラテン文字:Ibb) はイエメンの都市であり、イッブ県の県都である。

## 概要
都市の周りを山々に囲まれ、肥沃な土地に恵まれていることから「緑のイエメン」とも呼ばれる。モカの北東117km、首都サナアの南117kmの地点に位置する。イッブは1944年までアミールにより半自治の状態にあったが、この制度は廃止された。2012年現在、街の人口は331,146人である。
イッブ県は他の多くの県や都市と境界を接する。北はザマール県と、南はタイズやアッ＝ダーリウ、東はアル＝バイダー県、西はフダイダと接している。
街のサッカークラブとして、国内最上位リーグであるイエメンリーグに参加しているアル・シャアブ・イッブがある。

## 地理
イッブの地理的特徴はバダン (Ba'dan) のような山々が付近に存在する点である。

## 人口
国勢調査によると、1994年時点のイッブの人口は103,312人であった。
イッブの人口分布はイエメンの他の都市と同様の特徴を持つが、都市の地理的特徴から農業が盛んである点で職業別の人口分布は他の都市と異なる。イッブの住民の70％は農業に従事しており、彼らのほとんどが街の中心部もしくはアルスフール (Alsuhool) やマイタム (Maytam) のような山間地域で仕事を行なっている。しかし、この都市の住民の多くはサウジアラビアのようなほかのアラブ地域やアメリカ合衆国のような他国からやってきた移民によって占められている。イッブ県全体の移民の数は192,222人である。

## 気候
イッブは大陸性気候に属し、一年を通して気温は低い。都市全体が高地にあることから気温は低く、高度が下がる南西部では比較的温暖な気候となる。イッブは国内でも雨の多い地域である。夏におけるイッブ周辺の降水量は800–1200mmである。
| イッブ (1950 m)の気候  | イッブ (1950 m)の気候 | イッブ (1950 m)の気候 | イッブ (1950 m)の気候 | イッブ (1950 m)の気候 | イッブ (1950 m)の気候 | イッブ (1950 m)の気候 | イッブ (1950 m)の気候 | イッブ (1950 m)の気候 | イッブ (1950 m)の気候 | イッブ (1950 m)の気候 | イッブ (1950 m)の気候 | イッブ (1950 m)の気候 | イッブ (1950 m)の気候 |
| 月                     | 1月                   | 2月                   | 3月                   | 4月                   | 5月                   | 6月                   | 7月                   | 8月                   | 9月                   | 10月                  | 11月                  | 12月                  | 年                    |
| ---------------------- | --------------------- | --------------------- | --------------------- | --------------------- | --------------------- | --------------------- | --------------------- | --------------------- | --------------------- | --------------------- | --------------------- | --------------------- | --------------------- |
| 平均最高気温 °C （°F） | 21.0 (69.8)           | 21.1 (70)             | 23.6 (74.5)           | 25.5 (77.9)           | 27.8 (82)             | 30.1 (86.2)           | 29.7 (85.5)           | 27.9 (82.2)           | 25.7 (78.3)           | 23.1 (73.6)           | 21.0 (69.8)           | 20.8 (69.4)           | 24.78 (76.6)          |
| 平均最低気温 °C （°F） | 7.9 (46.2)            | 9.3 (48.7)            | 10.4 (50.7)           | 12.7 (54.9)           | 14.2 (57.6)           | 16.9 (62.4)           | 18.8 (65.8)           | 18.4 (65.1)           | 15.5 (59.9)           | 11.1 (52)             | 8.7 (47.7)            | 8.1 (46.6)            | 12.67 (54.8)          |
| 降水量 mm （inch）     | 5.8 (0.228)           | 4.6 (0.181)           | 12.9 (0.508)          | 16.0 (0.63)           | 10.2 (0.402)          | 48.8 (1.921)          | 150.0 (5.906)         | 144.6 (5.693)         | 74.2 (2.921)          | 32.5 (1.28)           | 14.1 (0.555)          | 5.3 (0.209)           | 519 (20.434)          |
| 出典：気象庁           |                       |                       |                       |                       |                       |                       |                       |                       |                       |                       |                       |                       |                       |

## 出身人物

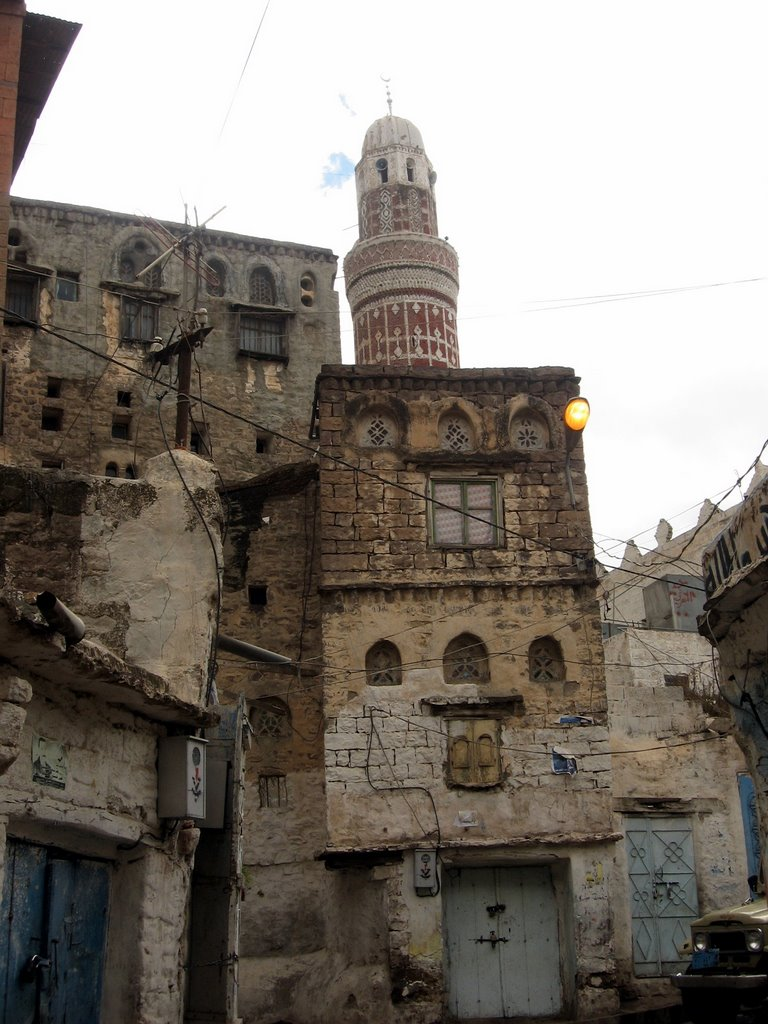
中世に建設された建築物

- アブドゥルアズィーズ・アル＝マカーリハ - 詩人、作家
- アブドッラフマーン・アル＝イリヤーニー（英語版） - 北イエメンの元大統領
- ブライアン・ミフタル (Brian "The Lion" Mihtar) - プロボクサー
- アブドゥルマジード・アッ＝ズィンダーニー（英語版） - イーマーン大学（英語版）の設立者兼学長
- モハメド・ゾカリ (Mohamed Zokari)